# What Did I Do
What Did I Do is de derde single van de Nederlandse zangeres Nikki en is de tweede single van haar debuutalbum Naked, die ze uitbracht op 29 november 2008. Nikki werd bekend met het winnen van het televisieprogramma Idols 4, waarbij ze haar eerste single Hello World uitbracht.
What Did I Do stond 11 weken in de tipparade en debuteerde onverwachts alsnog in de Nederlandse Top 40 op #38. De release was op 12 januari 2009. Eerder werd het nummer bij het programma Maak 't of Kraak 't op Radio 538 gemaakt met 61,2%. Op 19 maart 2009 werd de videoclip verkozen tot TMF SuperStream.

## Videoclip
Op 10 februari 2009 ging de videoclip van What Did I Do in première. De clip gaat net als de clip van Nikki's vorige single Bring Me Down over Nikki en haar vriend. Nikki laat in de clip blijken dat ze niet weet wat ze aan moet met haar liefde voor hem, zoals de tekst van het lied uitdrukt.

## Tracklist
1. What Did I Do - 03:17
2. Easy To Love - 03:55

## Hitnotering
| "What Did I Do" in de Nederlandse Top 40 - Binnen: 28-02-2009 | "What Did I Do" in de Nederlandse Top 40 - Binnen: 28-02-2009 | "What Did I Do" in de Nederlandse Top 40 - Binnen: 28-02-2009 | "What Did I Do" in de Nederlandse Top 40 - Binnen: 28-02-2009 | "What Did I Do" in de Nederlandse Top 40 - Binnen: 28-02-2009 | "What Did I Do" in de Nederlandse Top 40 - Binnen: 28-02-2009 | "What Did I Do" in de Nederlandse Top 40 - Binnen: 28-02-2009 | "What Did I Do" in de Nederlandse Top 40 - Binnen: 28-02-2009 |
| Week                                                          | 1                                                             | 2                                                             | 3                                                             | 4                                                             | 5                                                             | 6                                                             |                                                               |
| ------------------------------------------------------------- | ------------------------------------------------------------- | ------------------------------------------------------------- | ------------------------------------------------------------- | ------------------------------------------------------------- | ------------------------------------------------------------- | ------------------------------------------------------------- | ------------------------------------------------------------- |
| Nummer                                                        | 38                                                            | 32                                                            | 26                                                            | 26                                                            | 31                                                            | 38                                                            | uit                                                           |

| "What Did I Do" in de Nederlandse Single Top 100 - Binnen: 07-02-2009 | "What Did I Do" in de Nederlandse Single Top 100 - Binnen: 07-02-2009 | "What Did I Do" in de Nederlandse Single Top 100 - Binnen: 07-02-2009 | "What Did I Do" in de Nederlandse Single Top 100 - Binnen: 07-02-2009 | "What Did I Do" in de Nederlandse Single Top 100 - Binnen: 07-02-2009 | "What Did I Do" in de Nederlandse Single Top 100 - Binnen: 07-02-2009 | "What Did I Do" in de Nederlandse Single Top 100 - Binnen: 07-02-2009 | "What Did I Do" in de Nederlandse Single Top 100 - Binnen: 07-02-2009 | "What Did I Do" in de Nederlandse Single Top 100 - Binnen: 07-02-2009 | "What Did I Do" in de Nederlandse Single Top 100 - Binnen: 07-02-2009 | "What Did I Do" in de Nederlandse Single Top 100 - Binnen: 07-02-2009 | "What Did I Do" in de Nederlandse Single Top 100 - Binnen: 07-02-2009 | "What Did I Do" in de Nederlandse Single Top 100 - Binnen: 07-02-2009 | "What Did I Do" in de Nederlandse Single Top 100 - Binnen: 07-02-2009 | "What Did I Do" in de Nederlandse Single Top 100 - Binnen: 07-02-2009 | "What Did I Do" in de Nederlandse Single Top 100 - Binnen: 07-02-2009 |
| Week                                                                  | 1                                                                     |                                                                       | 2                                                                     | 3                                                                     | 4                                                                     | 5                                                                     | 6                                                                     | 7                                                                     | 8                                                                     | 9                                                                     | 10                                                                    | 11                                                                    | 12                                                                    | 13                                                                    |                                                                       |
| --------------------------------------------------------------------- | --------------------------------------------------------------------- | --------------------------------------------------------------------- | --------------------------------------------------------------------- | --------------------------------------------------------------------- | --------------------------------------------------------------------- | --------------------------------------------------------------------- | --------------------------------------------------------------------- | --------------------------------------------------------------------- | --------------------------------------------------------------------- | --------------------------------------------------------------------- | --------------------------------------------------------------------- | --------------------------------------------------------------------- | --------------------------------------------------------------------- | --------------------------------------------------------------------- | --------------------------------------------------------------------- |
| Nummer                                                                | 88                                                                    | uit                                                                   | 95                                                                    | 70                                                                    | 57                                                                    | 56                                                                    | 49                                                                    | 73                                                                    | 76                                                                    | 74                                                                    | 65                                                                    | 65                                                                    | 53                                                                    | 79                                                                    | uit                                                                   |